# Cage (Okučani)
Cage es una aldea de Croacia en el ejido del municipio de Okučani, condado de Brod-Posavina.

## Geografía
Se encuentra a lo largo de un valle de las alturas Psunj, a una altitud de 146 m s. n. m. y a una distancia de 136 km de la capital croata, Zagreb.

## Demografía
En el censo 2021 el total de población de la localidad fue de 305 habitantes.
| Gráfica de población de Cage 1948-2021                              |
|                                                                     |
| Según los censos de población de la oficina estadística de Croacia. |

En el año 1991, su composición étnica era de 389 serbios; 8 croatas y 12 yugoslavos